# Хунгароринг
47°34′59″ пн. ш. 19°15′4″ сх. д. / 47.58306° пн. ш. 19.25111° сх. д.
Хунгароринг, або Гунгароринг — траса Формули-1, знаходиться неподалік від Будапешта, Угорщина. Місце проведення Гран-прі Угорщини з 1986 року.
В 1986 році на Хунгарорингу пройшла перша гонка Формули-1 за Залізною завісою.

## Історія
Траса Хунгароринг була побудована в 1986 році спеціально для проведення Гран-прі Угорщини. Знаходиться в невеликій долині. Відрізняється невеликою довжиною (із сучасних трас Формули-1 коротша тільки міська траса в Монте-Карло). Вузька, повільна і запорошена траса (що обумовлено рельєфом, куди був вписаний автодром) практично не дозволяє здійснювати обгонів.
У результаті запорукою успіху на Хунгарорингу є успішна кваліфікація та стратегія піт-стопів. Проте, на Гран-прі Угорщини 1989 Найджел Менселл на Ferrari зміг перемогти, стартувавши з 12 місця. Цей рекорд був перевершений на Гран-прі Угорщини 2006 — в дощовій гонці свою першу перемогу в Гран-прі Формули-1 отримав Дженсон Баттон, стартувавши з 14 місця.

## Конфігурація
Конфігурацію траси постійно трохи змінювали. Найбільшу зміну зробили в 2003 році, коли була максимально подовжена пряма старт/фініш, і перший поворот був перебудований на шпильку (це було зроблено для можливості обгону на ньому).

## Переможці траси Хунгароринг

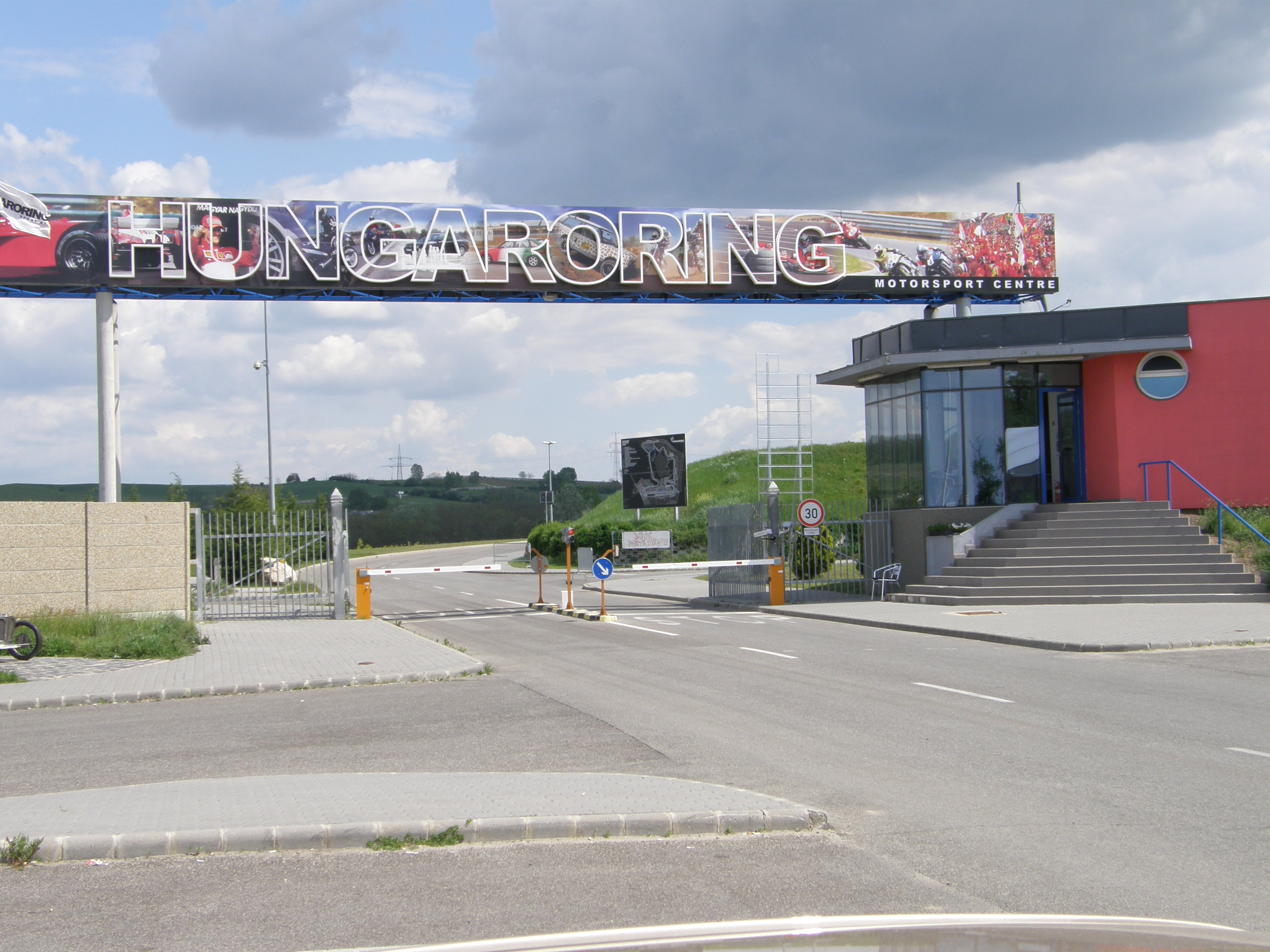
Гунґароринґ — головна брама

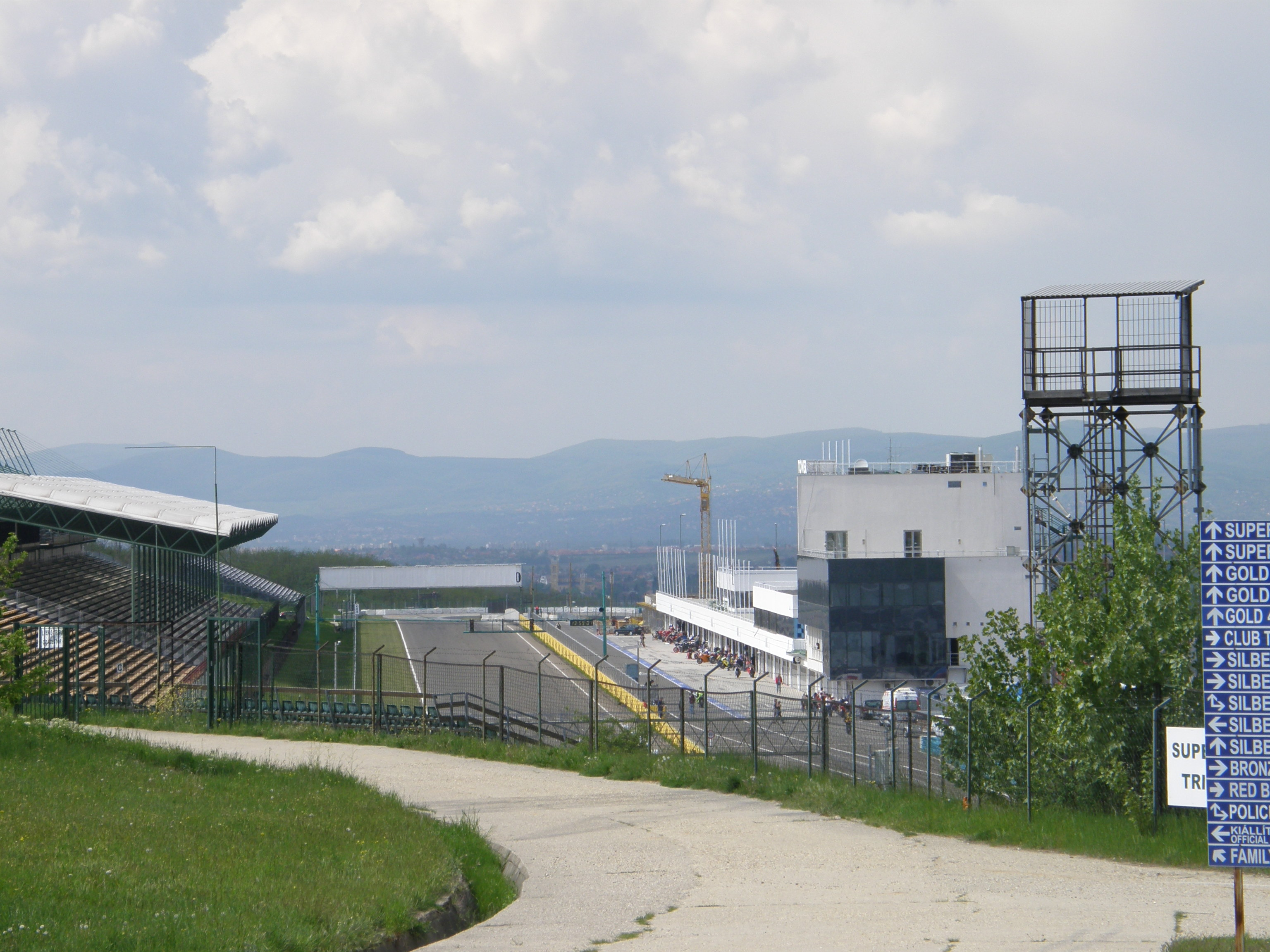
Вид на стартові позиції

| Рік  | #  | Пілот             | Конструктор      | Результат |
| ---- | -- | ----------------- | ---------------- | --------- |
| 2011 | 26 | Дженсон Баттон    | McLaren-Mercedes | Результат |
| 2010 | 25 | Марк Веббер       | Red Bull-Renault | Результат |
| 2009 | 24 | Льюїс Гамільтон   | McLaren-Mercedes | Результат |
| 2008 | 23 | Хейкі Ковалайнен  | McLaren-Mercedes | Результат |
| 2007 | 22 | Льюїс Гамільтон   | McLaren-Mercedes | Результат |
| 2006 | 21 | Дженсон Баттон    | Honda            | Результат |
| 2005 | 20 | Кімі Ряйкконен    | McLaren-Mercedes | Результат |
| 2004 | 19 | Міхаель Шумахер   | Ferrari          | Результат |
| 2003 | 18 | Фернандо Алонсо   | Renault          | Результат |
| 2002 | 17 | Рубенс Баррікелло | Ferrari          | Результат |
| 2001 | 16 | Міхаель Шумахер   | Ferrari          | Результат |
| 2000 | 15 | Міка Гаккінен     | McLaren-Mercedes | Результат |
| 1999 | 14 | Міка Гаккінен     | McLaren-Mercedes | Результат |
| 1998 | 13 | Міхаель Шумахер   | Ferrari          | Результат |
| 1997 | 12 | Жак Вільнев       | Williams-Renault | Результат |
| 1996 | 11 | Жак Вільнев       | Williams-Renault | Результат |
| 1995 | 10 | Деймон Гілл       | Williams-Renault | Результат |
| 1994 | 9  | Міхаель Шумахер   | Benetton-Ford    | Результат |
| 1993 | 8  | Деймон Гілл       | Williams-Renault | Результат |
| 1992 | 7  | Айртон Сенна      | McLaren-Honda    | Результат |
| 1991 | 6  | Айртон Сенна      | McLaren-Honda    | Результат |
| 1990 | 5  | Тьєрі Бутсен      | Williams-Renault | Результат |
| 1989 | 4  | Найджел Менселл   | Ferrari          | Результат |
| 1988 | 3  | Айртон Сенна      | McLaren-Honda    | Результат |
| 1987 | 2  | Нельсон Піке      | Williams-Honda   | Результат |
| 1986 | 1  | Нельсон Піке      | Williams-Honda   | Результат |